# بولبروك (باركشير)
بولبروك (بالإنجليزية: Bullbrook)‏ هي قرية تقع في المملكة المتحدة في جنوب شرق إنجلترا.